# 18 î.Hr.

## Evenimente
- Crearea Regatului Baekje din Coreea, de către Onjo, fiul mijlociu al fondatorului Regatului Goguryeo, Jumong.

## Decese
- 21 septembrie: Publius Vergilius Maro poet latin (n. 70 î.Hr.)